# Azteken-Kalender

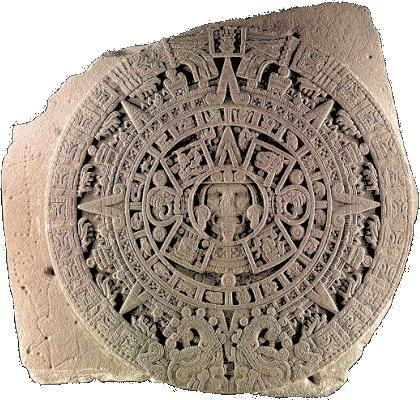
Einer der Ringe des 24 Tonnen schweren Steins der Sonne beinhaltet 20 Tageszeichen, weshalb dieser Stein manchmal auch als Kalenderstein bezeichnet wurde.

Der Azteken-Kalender ist einer von zahlreichen strukturell identischen Kalendern, die im vorspanischen Mesoamerika entwickelt und verwendet wurden. Er ist neben dem Maya-Kalender der bekannteste und am besten erforschte, weil er von den Azteken, die zum Zeitpunkt der Conquista einen großen Teil des zentralen Mexiko beherrschten, verwendet wurde. Zahlreiche spanische Autoren, zumeist Geistliche, haben Beschreibungen hinterlassen, die jedoch mehr oder weniger fehlerhaft sind.

## Struktur
Wie die anderen mesoamerikanischen Kalender (vom Maya-Kalender abgesehen) besteht der Azteken-Kalender aus zwei miteinander verschränkten Zyklen, dem oft so bezeichneten bürgerlichen Jahr, aztekisch xihuitl, von unveränderlich 365 Tagen Dauer und einem Ritualkalender von ebenfalls unveränderlich 260 Tagen Dauer, aztekisch tōnalpōhualli (gleich Tageszählung).

### Das Jahr (xihuitl)
Das bürgerliche aztekische Jahr besteht aus 18 Abschnitten zu je 20 Tagen. Hinzu kommt ein Abschnitt von unveränderlich 5 Tagen Länge, der nach dem 18. Abschnitt angefügt wird, um die Gesamtdauer von 365 Tagen zu erreichen. Die Abschnitte werden im Aztekischen mēztli genannt, was auch Mond bedeutet, obwohl keine Beziehung zum Mond, seinen Phasen und der Dauer der Lunation von 29,53 Tagen besteht. Die mēztli tragen nicht nur bei anderssprachigen Gruppen, sondern auch im aztekischen Sprachbereich teilweise unterschiedliche Namen, die sich zumeist auf natürliche Phänomene im Ablauf der Jahreszeiten beziehen, wobei eine Verschiebung um mehrere Monate auffällt. Die Namen beziehen sich auf das Fest, das in der Regel am Ende des Abschnittes gefeiert wurde. Die Übersetzungen sind nicht immer sicher.
| Nr. | Name (Aussprache) | Bedeutung                                                                                   | Dauer (1519)    |
| --- | --- | ------------------------------------------------------------------------------------------- | --------------- |
| 1.  | Atlcaualo ( ātɬkāwalo) auch: Cuahuitlehua (kʷawitɬēwa) auch: Cihuailhuitl (siwāilwitɬ) Xilomaniliztɬi (šīlōmaniliztli) | Nachlassen der Wasser auch: Bäume erheben sich auch: Frauenfest auch: Opfer des jungen Mais | 14.2. – 5.3.    |
| 2.  | Tlacaxipeualiztli (tlākašīpēwalistɬi) auch: Cōāilhuitl (koailwitɬ) auch: Xilopehualiztli (šīlōpēwalistɬi)              | Menschenschinden auch: Schlangenfest auch: Junger Mais beginnt                              | 6.3. – 25.3.    |
| 3.  | Tozoztontli (tōsostōntɬi) auch: Tozoztli (tōsostɬi) auch: Xochimananloyan (ʃōtʃimanalojan)                             | kleine Nachtwache auch: Nachtwache auch: Wann man Blumen opfert                             | 26.3. – 14.4.   |
| 4.  | Hueitozoztli (wēitōsostɬi)                                                                                             | große Nachtwache                                                                            | 15.4. – 4.5.    |
| 5.  | Toxcatl (toʃkatɬ) auch: Tepopochtli (tepopōtʃtɬi)                                                                      | Trockene Zeit (?) auch: Weihrauchgefäß                                                      | 5.5. – 24.5.    |
| 6.  | Etzalqualiztli (etsalkʷalisi)                                                                                          | Bohnenbrei-Essen                                                                            | 25.5. – 13.6.   |
| 7.  | Tecuilhuitontli (tēkʷilwitōntɬi) auch:Tecuilwitɬ (tēkʷilwitɬ)                                                          | kleines Prinzenfest auch: Prinzenfest                                                       | 14.6. – 3.7.    |
| 8.  | Hueitecuilhuitl (wēitēkʷilwitɬ)                                                                                        | großes Prinzenfest                                                                          | 4.7. – 23.7.    |
| 9.  | Miccailhuitontli (mikkailwitōntɬi) auch: Tlaxochimaco (tlaʃotʃimako)                                                   | kleines Totenfest auch: Blumenopfer                                                         | 24.7. – 12.8.   |
| 10. | Hueymiccailhuitl (wēimikkailwitɬ) auch: Xocotlhuetzi (ʃokotɬwetsi)                                                     | großes Totenfest auch: Fallen der (Xocotl-)Früchte                                          | 13.8. – 1.9.    |
| 11. | Ochpaniztli (otʃpānistɬi)                                                                                              | Straßenfegen                                                                                | 2.9. – 21.9.    |
| 12. | Teotleco (teōtɬe’kō) auch: Pachtontli (patʃtontɬi) auch: Pachtli (patʃtɬi)                                             | Ankunft der Götter auch: Kleines Baumflechten-Fest auch: Baumflechten-Fest                  | 22.9. – 11.10.  |
| 13. | Tepeilhuitl (tepē-ilwitl) auch: Hueypachtli (wēipatʃtɬi)                                                               | Fest der Berge auch: Großes Heu-Fest                                                        | 12.10. – 30.10. |
| 14. | Quecholli (ketʃōlli)                                                                                                   | kleiner Vogel                                                                               | 1.11. – 20.11.  |
| 15. | Panquetzaliztli (panketzalistɬi)                                                                                       | Aufstellen der Quetzalfederfahnen                                                           | 21.11. – 10.12. |
| 16. | Atemoztli (atemōstɬi)                                                                                                  | Fallen der Wasser                                                                           | 11.12. – 30.12. |
| 17. | Tititl (tititɬ) | Gehemmt (?)                                                                                 | 31.12. – 19.1.  |
| 18. | Izcalli (iskalli) | Wachstum                                                                                    | 20.1. – 8.2.    |

Nach dem letzten Fest folgten 5 Tage, die als nemontemi bezeichnet wurden, was als unglückliche oder unnütze Tage verstanden wurde, an denen man sich von wichtiger Tätigkeit enthalten sollte. Ebenso wurde an diesen Tagen geborenen Kindern ein schlechtes Schicksal vorausgesagt. Nach diesen Tagen begann das Jahr neu. Die Tage der Abschnitte wurden nicht gezählt und deshalb auch nicht zur Festlegung von Zeitpunkten verwendet.

### Der rituelle Kalender (tōnalpōhualli)
Der rituelle Kalender wird aus zwei miteinander verschränkten (kombinierten) Zyklen gebildet. Der erste (und vielleicht ältere) besteht aus 20 Zeichen, die Namen (und Abbildungen) von Tieren, Pflanzen und Naturerscheinungen entsprechen. Auch diese Namen sind bei den verschiedenen Völkern Mesoamerikas in den jeweiligen Sprachen inhaltlich oft ähnlich. Für den Azteken-Kalender fällt auf, dass nicht alle der Tiere auch im Lebensraum der Azteken frei vorkamen, aber natürlich bekannt waren. Den Zeichen waren die Himmelsrichtungen zugeordnet.
| Nr. | Himmelsrichtung | Name (Aussprache)           | Bedeutung               |
| --- | --------------- | --------------------------- | ----------------------- |
| 1   | O               | cipactli (sipactɬi)         | Krokodil oder Alligator |
| 2   | N               | ehecatl (e’ēcatɬ)           | Wind                    |
| 3   | W               | calli (calli)               | Haus                    |
| 4   | S               | cuetzpalin (kʷetspalin)     | Eidechse                |
|     |                 |                             |                         |
| 5   | O               | coatl (cōātɬ)               | Schlange                |
| 6   | N               | miquiztli (mikistɬi)        | Tod                     |
| 7   | W               | mazatl (masātɬ)             | Hirsch                  |
| 8   | S               | tochtli (tōtʃtɬi)           | Kaninchen               |
|     |                 |                             |                         |
| 9   | O               | atl (ātɬ)                   | Wasser                  |
| 10  | N               | itzcuintli (itscuīntɬi )    | Hund                    |
| 11  | W               | ozomatli (osomatɬi)         | Affe                    |
| 12  | S               | malinalli (malīnalli)       | (gewundenes) Gras       |
|     |                 |                             |                         |
| 13  | O               | acatl (ācatɬ)               | Schilfrohr              |
| 14  | N               | ocelotl (ōcēlōtɬ )          | Jaguar oder Ozelot      |
| 15  | W               | cuautli (kʷāwtɬi)           | Adler                   |
| 16  | S               | cozcacuautli (cōscakʷāwtɬi) | Geier                   |
|     |                 |                             |                         |
| 17  | O               | olin (ōlīn)                 | Bewegung oder Erdbeben  |
| 18  | N               | tecpatl (tecpatɬ)           | Feuerstein(messer)      |
| 19  | W               | quiahuitl (kijawitɬ)        | Regen                   |
| 20  | S               | xochitl (ʃōtʃitɬ)           | Blume                   |

Der zweite Zyklus besteht nur aus den Zahlen von 1 bis 13, die auf die Weise mit dem ersten Zyklus kombiniert waren, dass  beide unabhängig neben einander liefen. Weil 13 eine Primzahl ist, entstand eine unveränderliche Folge von 260 Tagesnamen. Die Abfolge begann mit ce cipactli (cē sipactɬi, 1 Kaiman), ome ehecatl (ōme e’ēcatɬ, 2 Wind), ey |calli (ēj calli, 3 Haus), bis nach 260 Tagen (Namen) matlactli omei xochitl (matlactɬi ōmej  ʃōtʃitɬ, 13 Blume) erreicht wurde, wobei alle möglichen Kombinationen aufgebraucht waren. Danach begann der Tonalpohualli (tōnalpōhualli) wieder von vorne.
Die Tagesnamen des Tonalpohualli wurden wegen ihrer unveränderlichen Abfolge zur Bezeichnung von Zeitpunkten herangezogen. Da sich die Folge der Namen nach 260 Tagen immer wiederholt, waren die so benannten Tage nur innerhalb dieses Zeitraumes eindeutig. Die Tonalpohualli wurden nicht gezählt. Während in großen Städten wie in Tlatelolco täglich Markt gehalten wurde, soll dies in kleineren Orten nur an jedem fünften (durch den Tonalpohualli definierten) Tag der Fall gewesen sein.
Eine weitere Anwendung des Tonalpohualli war die Wahrsagerei, die Bestimmung von geeigneten und ungeeigneten Tagen für bestimmte Aktivitäten. Hierzu wurden in vorspanischer Zeit Tabellen verwendet, die in Bilderhandschriften aufgezeichnet waren. Die meisten dieser Bilderhandschriften sind nicht aus dem aztekischen Bereich erhalten, sondern aus den vermutlich aus der Region von Puebla stammenden Codices der Borgia-Gruppe. Dort werden die 260 Tage in 20 Abschnitte von 13 Tagen aufgeteilt, die jeweils eine Doppelseite einnehmen. Diese Abschnitte werden meist mit dem spanischen Ausdruck trecenas (Dreizehner-Einheiten) bezeichnet, ein aztekischer Ausdruck ist nicht bekannt. Ein Beispiel siehe bei Codex Borbonicus.
Die Tagesnamen des Geburtstages oder einer damit einhergehenden Zeremonie wurden bei verschiedenen Nachbarvölkern der Azteken als Personennamen herangezogen; dies war bei den Azteken selbst unüblich.
Das Tonalpohualli besitzt eine interessante Eigenschaft. Seine Dauer ist gleich 2/3 eines so genannten Finsternis-Halbjahres von 173,31 Tagen, in dem sich die Voraussetzungen für Finsternisse wiederholen. Es ist nicht bekannt, ob diese Eigenschaft den Völkern in Zentralmexiko bekannt war. Allerdings kann ihnen schwerlich entgangen sein, dass Finsternisse (der Sonne wie des Mondes) nur in drei Gruppen von ungefähr 18 Tagen eines Tonalpohualli auftreten, also nur in einem Fünftel seiner Tage, weshalb Finsternisse die Tendenz haben, an gleichnamigen Tagen des Tonalpohualli stattzufinden.
In den Codices der Borgia-Gruppe finden sich zahlreiche Tabellen, in denen das Tonalpohualli in 4, 5, 10, 13 und 20 Unterzyklen zerlegt wird, die wiederum in Abteilungen zu 2, 4, 5, 6 oder 8 Tagen aufgegliedert werden. Diese Abteilungen sind mit bestimmten Gottheiten und deren Aspekten und Aktivitäten verknüpft, die sich deshalb in einem Tonalpohualli entsprechend der Zahl der Unterzyklen wiederholen. Wie genau dieses System, das auch in Maya Handschriften auftritt, genau angewandt wurde, ist unbekannt, da es keine authentische Interpretation gibt.
Mit dem Tonalpohualli waren verschiedene kleine Zyklen fest verknüpft: Die Abfolge von 9 Gottheiten, die immer mit jedem ersten Tag des Tonalpohualli neu begann, sowie die Folge von 13 Vögeln und die von 13 Gottheiten. Ihre Funktion ist ungeklärt.

## Die Jahresverknüpfung (Xiuhmolpilli)

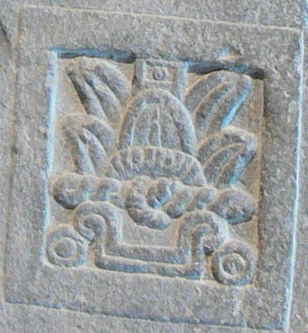
Jahr 2 acatl (Binsenrohr), entsprechend 1507, auf dem Teocalli de la Guerra Sagrada

Das kleinste gemeinsame Vielfache von 260 (Tage des Tonalpohualli) und 365 (Tages des „bürgerlichen“ Jahres) ist 18980, gleich 52 Jahre oder 73 Tonalpohualli. In diesem Zeitraum sind die auftretenden Kombinationen eindeutig. Allerdings konnten sie nicht zur Datierung einzelner Tage herangezogen werden, da die Tage der 18 Abschnitte des Jahres nicht durchgezählt wurden. Ebenso wurden auf die 52 Jahre des Tonalpohualli nicht gezählt.
Dennoch eignete sich diese Kombination für chronologische Zwecke, wenn im Verlauf des Xiuhmolpilli immer derselbe Tag desselben Abschnittes, beispielsweise der letzte (20.) Tag zur Kennzeichnung eines Jahres verwendet wurde. Auf diese Weise entsteht eine eindeutige Folge von 52 Tageszeichen, die als Namen der jeweiligen Jahre verwendet wurden. Die Tabelle zeigt die Abfolge der Jahre. Nach jedem Durchlauf eines Tonalpohualli fand eine besondere Zeremonie statt, in deren Verlauf das vorher überall gelöschten Herdfeuer mit einem Feuerbohrer neu entzündet wurden und auf die Haushalte verteilt wurde. Diese wichtige Zeremonie fand zum letzten Mal im Jahre 1507 statt, dem Jahr 2 acatl (traditionell begann das Xiuhmolpilli mit diesem Jahresnamen, weil das schematisch richtige 1 tochtli wegen einer historischen Hungersnot vermieden wurde). Mit Hilfe der Tabelle lässt sich das europäische Jahr, in das der größte Teil des aztekischen Jahres fällt, zu jedem aztekischen Jahresnamen berechnen, indem man den Wert der Tabelle zur julianischen Jahreszahl 1505 addiert und gegebenenfalls Vielfache von 52 subtrahiert.

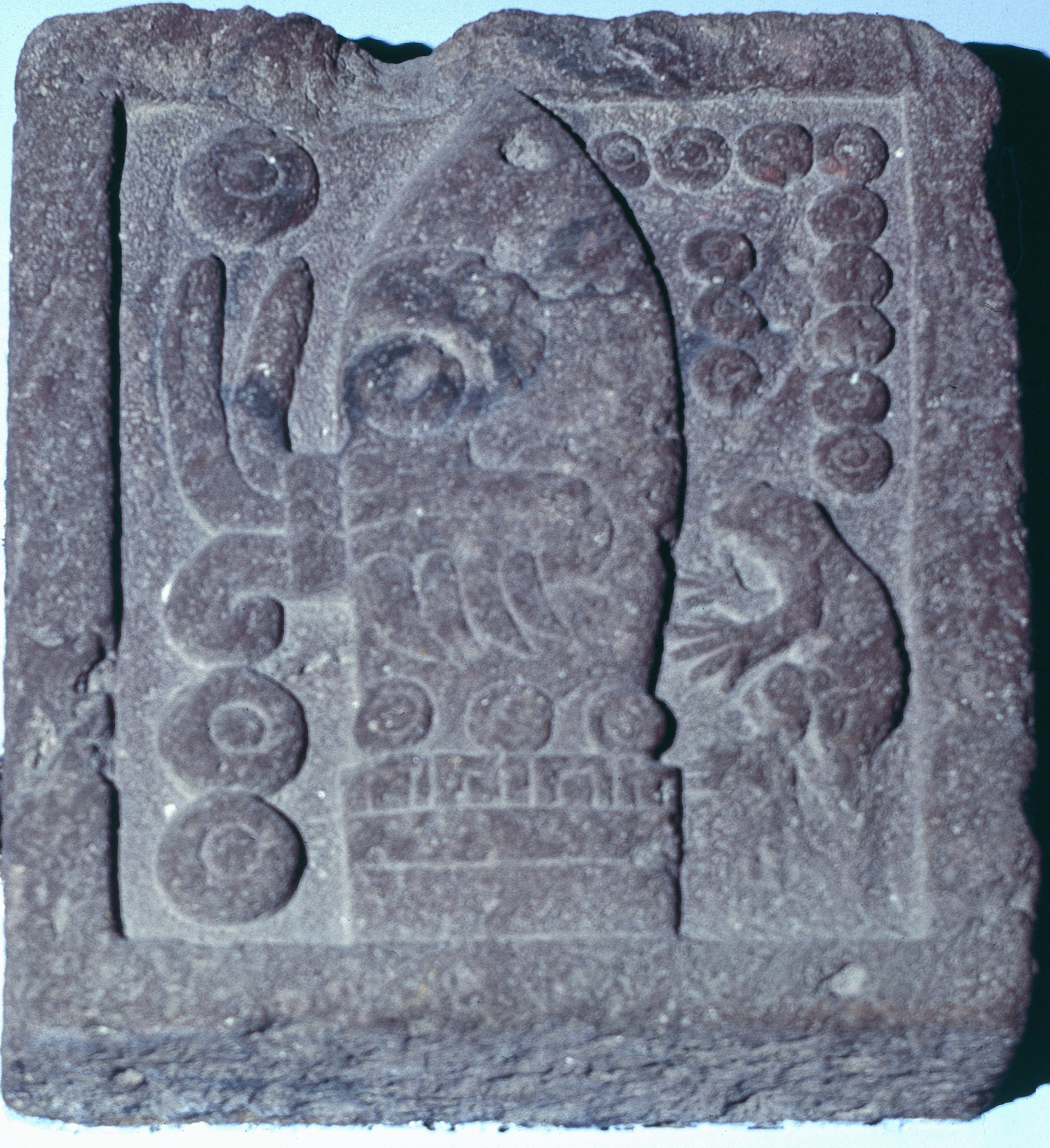
Steinrelief eines aztekischen Datums: Jahr 3 tecpatl (Feuersteinmesser), Tag 12 cuetzpalin (Eidechse), entsprechend 9. September 1508

| Zeichen | Koeffizient → Bedeutung ↓ | 1  | 2  | 3  | 4  | 5  | 6  | 7  | 8  | 9  | 10 | 11 | 12 | 13 |
| ------- | ------------------------- | -- | -- | -- | -- | -- | -- | -- | -- | -- | -- | -- | -- | -- |
| tochtli | Hase                      | 1  | 41 | 29 | 17 | 5  | 45 | 33 | 21 | 9  | 49 | 37 | 25 | 13 |
| acatl   | Schilfrohr                | 14 | 2  | 42 | 30 | 18 | 6  | 46 | 34 | 22 | 10 | 50 | 38 | 26 |
| tecpatl | Feuerstein                | 27 | 15 | 3  | 43 | 31 | 19 | 7  | 47 | 35 | 23 | 11 | 51 | 39 |
| calli   | Haus                      | 40 | 28 | 16 | 4  | 44 | 32 | 20 | 8  | 48 | 36 | 24 | 12 | 52 |

## Forschungsprobleme
Das wichtigste Forschungsproblem zum aztekischen Kalender ist die Existenz einer Schaltung zum Ausgleich des Längenunterschieds zwischen dem (tropischen) Sonnenjahr von 365,2422 Tagen und dem schematischen „bürgerlichen“ Jahr des aztekischen Kalenders von nur 365 Tagen. Von der Lösung dieser Frage hängt die Festlegung einer Kalenderkorrelation ab, einer Formel, mit der jedes (komplette) aztekische Datum in ein genaues Datum des (julianischen) europäischen Kalenders umgerechnet werden kann.

### Schaltjahre
Es ist in der Fachwelt umstritten, ob die Azteken einen Schaltmechanismus verwendeten oder nicht. Dies ist auf folgende Situation zurückzuführen.
Bald nach der spanischen Eroberung bemühten sich die Missionare um den aztekischen Kalender mit der Absicht, die zu bestimmten Tagen ausgeführten „heidnischen“ Riten zu erkennen und bekämpfen zu können. Dazu war eine Parallelisierung beider Kalender erforderlich. Frühe Autoren sagen dies ganz eindeutig, so Motolinia, der um 1540 schrieb: „Diese (Indianer) haben schon gemerkt und verstanden, dass ihr Jahr fehlerhaft war, und als die Spanier kamen, wollten sich die Kalenderspezialisten und die Philosophen beraten um das Fehlen des Schaltjahres, das sie nicht hatten, zu beseitigen“. In einem etwas früheren Text hatte Francisco de las Navas ähnliches gemeldet: „Diese Eingeborenen waren immer verwirrt, weil sie kein Schaltjahr hatten. … Deshalb ist es erforderlich, damit sie das Schaltjahr ausführen wie wir und zum gleichen Zeitpunkt, dass das Schaltjahr immer … auf das Jahr tecpatl fällt … und immer der 15. Tag ihres 3. Monats sei mit dem Tageszeichen malinalli was dem 24. Februar entspricht“. Der 24. Februar ist der Schalttag des julianischen Kalenders. Diese Beschreibung macht deutlich, dass die Idee einer entsprechenden Schaltung eine Einführung durch oder unter Anleitung von europäischen Mönchen war. Auch die beste Autorität für die aztekische Kultur, der Franziskaner Bernardino de Sahagún, der nach mehreren Jahrzehnten Forschungsarbeit um 1580 seine Historia General de las Cosas de Nueva España fertiggestellt hatte, schreibt dort zum Schaltjahr: „es gibt ein weiteres Fest, das nur alle vier Jahre gefeiert wird, … und es ist wahrscheinlich und es gibt Vermutungen, dass sie zu diesem Fest ihr Schaltjahr durchführten“. Sahagún sind in seiner Darstellung des aztekischen Kalenders zahlreiche Fehler unterlaufen, die seine Zuverlässigkeit einschränken. Außerdem hat er einen eigenen Kalender entwickelt (Kalendario mexicano, latíno y castellano), in dem er die 5 nemontemi auf die 18 Festabschnitte verteilte, weil "mit den 5 Nemontemi Tage machen die Mexikaner viel Missbrauch, und um diesen Missbrauch zu beseitigen, sind die 5 Tage in die Monate eingefügt worden, so dass 5 Monate mit 21 Tagen entstanden sind".
Eine andere Schaltungsmethode wurde von dem Autor des späten 17. Jahrhunderts, Gemelli Carreri, geschildert. „Sie hielten ein Fest für die 13 Schalttage bis zum 10. April“, nämlich nach einem xiuhmolpilli von 52 Jahren. Diese Aussage wurde später von anderen übernommen, so von Alexander von Humboldt, der den Schaltmechanismus in seinem Werk folgendermaßen beschreibt: „Am Ende jedes 52-Jahres-Zyklus wurden 13 Tage eingeschaltet.“
Eine Schaltung hätte auf jeden Fall die enge Koppelung zwischen dem 260-tägigen Kalender und dem (ungeschalteten) Jahr von 365 Tagen zerstört, auf der u. a. die Bezeichnungen der Jahre beruhen. Moderne Versuche, diesen Widerspruch aufzulösen, müssen deshalb entweder einen völlig namenlosen, nicht gezählten Schalttag annehmen oder einen doppelt langen Tag. Für beides gibt es keinen belastbaren Nachweis.
Gegen eine Schaltung spricht, dass es eine Reihe von kolonialzeitlich im aztekischen Kalender belegten Daten mit eindeutiger Entsprechung im julianischen Kalender gibt. Die Daten liegen zwischen dem 13. Juni 1518 und dem 1. Februar 1576, erstrecken sich also über einen Zeitraum von beinahe 60 Jahren, in dem mehrere Schaltungen, nach welchem System auch immer, aufgetreten sein müssten. Allerdings sind alle diese Daten nur ohne Schaltung erklärbar. Wichtig ist außerdem, dass im Hochland von Guatemala bis in die Gegenwart bei verschiedenen Ethnien Kalender im Gebrauch sind, in denen der 260-tägige Kalender noch immer mit dem aztekischen synchron ist, was das Überspringen von Tagen in Form einer Schaltung eindeutig ausschließt.
Die Vorstellung einer Schaltung des aztekischen Kalenders scheint demnach auf Bemühungen von spanischen Mönchen zurückzugehen und ihre Aussagen beschreiben diese Versuche und nicht die vorspanische Realität.

### Kalenderkorrelation
Die kolonialzeitlichen Daten zu historischen Daten im zeitlichen Umfeld der Conquista erlauben eine präzise Korrelation zwischen dem aztekischen und dem europäischen (julianischen) Kalender. Heute wird die von dem mexikanischen Historiker Alfonso Caso entwickelte Kalendergleichung als beste Lösung angesehen. Sie lautet:
Jahr 3 calli, Tag 1 coatl, 2. Tag des Abschnittes Xocotlhuetzi entspricht dem 13. August 1521.
Eine Alternative hat bereits vorher Eduard Seler entwickelt. Sie unterscheidet sich von der Casos dadurch, dass sie für den 3. Tag des Abschnittes Xocotlhuetzi gilt. In beiden Fällen verschiebt sich die Tagesgleichung mit jedem im europäischen Kalender eintretenden Schaltjahr um einen Tag.
Bei der Annahme einer Schaltung besteht die Kalenderkorrelation dauerhaft, ohne Schaltungsverschiebung, weil beide Kalender parallel laufen. Dies gilt nicht für die künstlich von spanischen Autoren entwickelten Kalender mit eigenartiger Struktur.

## Verwandte Kalender
Der aztekische Kalender gehört zur Gruppe der späten Kalender im westlichen Mesoamerika. Wie seine gleichzeitigen, aber in anderen Sprachen ausgedrückten Nachbarn hatte er (anders als der spät-olmekische Kalender sowie die darauf beruhenden der Maya und von Monte Albán Phase 1 und 2) keine fortlaufende Tageszählung (Lange Zählung und deshalb auch keinen „Tag 0“.)
Der am besten bekannte Nachbarkalender ist der mixtekische. Er unterscheidet sich vom aztekischen durch die Benennung der Tageszeichen (in mixtekischer Sprache), wobei aber die Bildzeichen weitgehend identisch sind. Ferner ist die Benennung gleichzeitiger Jahre um eine Einheit des Koeffizienten niedriger. Im mixtekischen Kalender wurde zur Unterscheidung von Tagesnamen und Jahresnamen bei letzteren ein spezielles Beizeichen verwendet. Die Tagesnamen des Geburtstages wurden als alleinige oder zusätzliche Personennamen verwendet.